# Таволжанский сельский совет (Харьковская область)
Таволжа́нский сельский совет — входит в состав
Двуречанского района Харьковской области
Украины.
Административный центр сельского совета находится в
селе Таволжанка.

## История
- 1943 — дата образования.

## Населённые пункты совета
- село Таволжанка
- село Горобьевка
- село Гряниковка
- посёлок Двуречное

### Ликвидированные населённые пункты
- село Кущевка
- село Новоселовка
- село Свистуновка